# Tabernacoli di suor Domenica del Paradiso
I tabernacoli di suor Domenica del Paradiso si trovano in via Giusti a Firenze.

## Storia e descrizione
Così il repertorio di Bargellini e Guarnieri: "Giungeva fino a qui il grandissimo orto delle monache del Paradiso, dette della Crocetta, che avevano la loro sede nell'attuale via Laura e che, dopo la soppressione, si trasferirono in Via Aretina. Nel Quattrocento la loro superiora, la beata Domenica del Paradiso, che introdusse nel monastero la tessitura dell'oro, ebbe in fondo all'orto la visione dei Gesù. Alla sua morte le monache vollero ricordare quel mistico colloquio, con una pittura murale eseguita sul muro dell'orto. Ma quando, nell'Ottocento, l'orto fu confiscato per la costruzione del grande edificio destinato all'Istituto tecnico, l'affresco rimase isolato, sotto una modesta tettoia, che non lo salvava dalle intemperie. Fu il Comitato per l'Estetica cittadina a dare incarico di restaurare e sistemare la pittura cinquecentesca all'architetto Umberto Fabbrini".
L'affresco fu realizzato da Alessandro Fei detto il Barbiere. Rappresenta il Cristo risorto, visto a sinistra dalla figura bianca di Suor Domenica, accompagnata da una consorella testimone e da una donna, forse la committente dell'affresco.
Rispetto alla situazione negli anni settanta (documentata da una fotografia pubblicata nello stesso repertorio Bargellini-Guarnieri), la struttura predisposta dall'architetto Fabbrini si mostra oggi e da lungo tempo vuota, per lo più utilizzata a proteggere gli stendardi che promuovono le attività della Fondazione Scienza e Tecnica.
Un secondo tabernacolo monumentale, a forma di piccolo oratorio a capanna, aperto da una serliana, si trova dirimpetto all'ingresso degli impianti sportivi accanto all'Istituto Salvemini, appoggiato a un muro che dà le spalle alla strada. Decorato da affreschi con scene della Passione di Cristo, doveva pure decorare gli orti del perduto monastero.

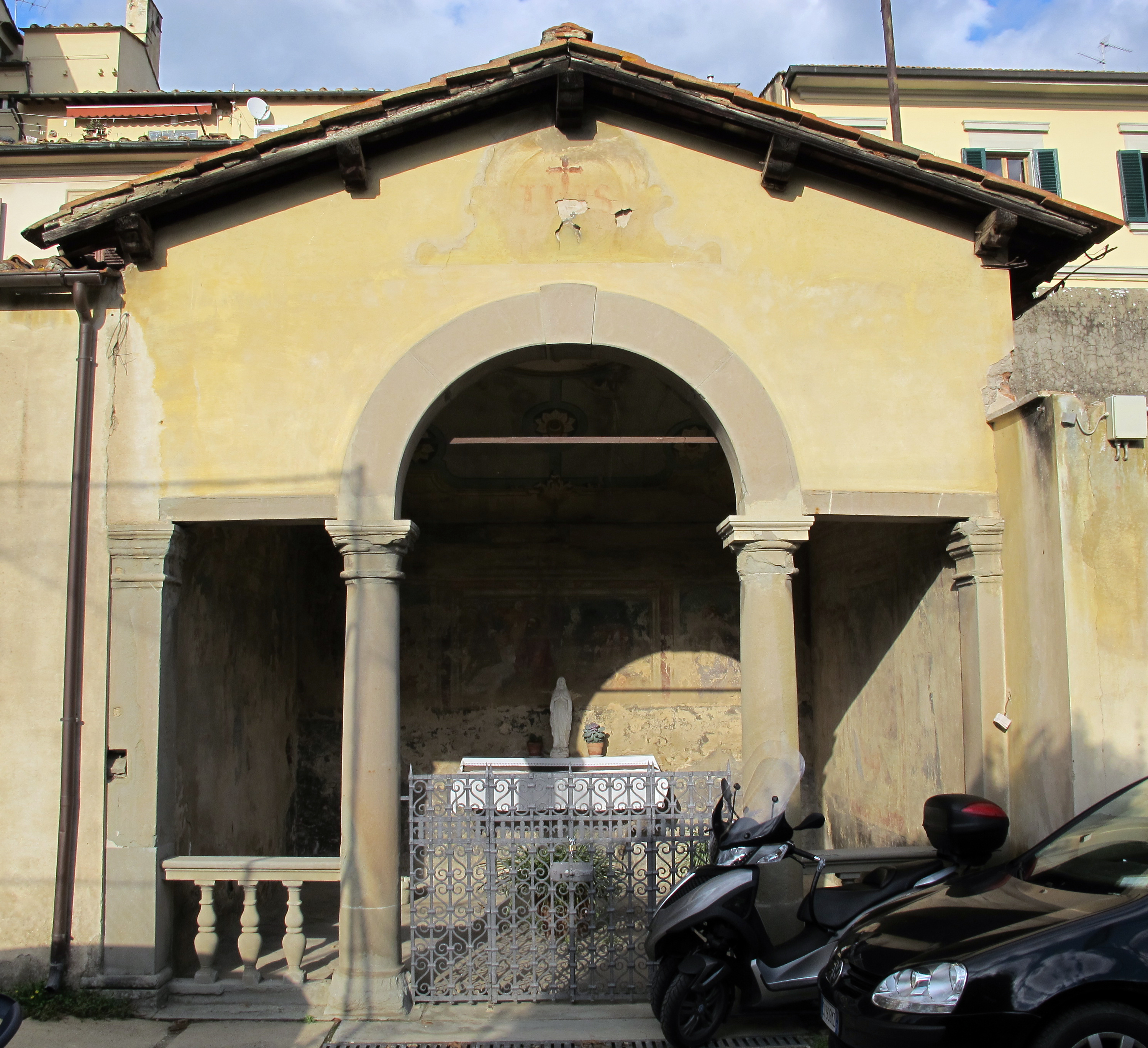
Il tabernacolo con scene della Passione
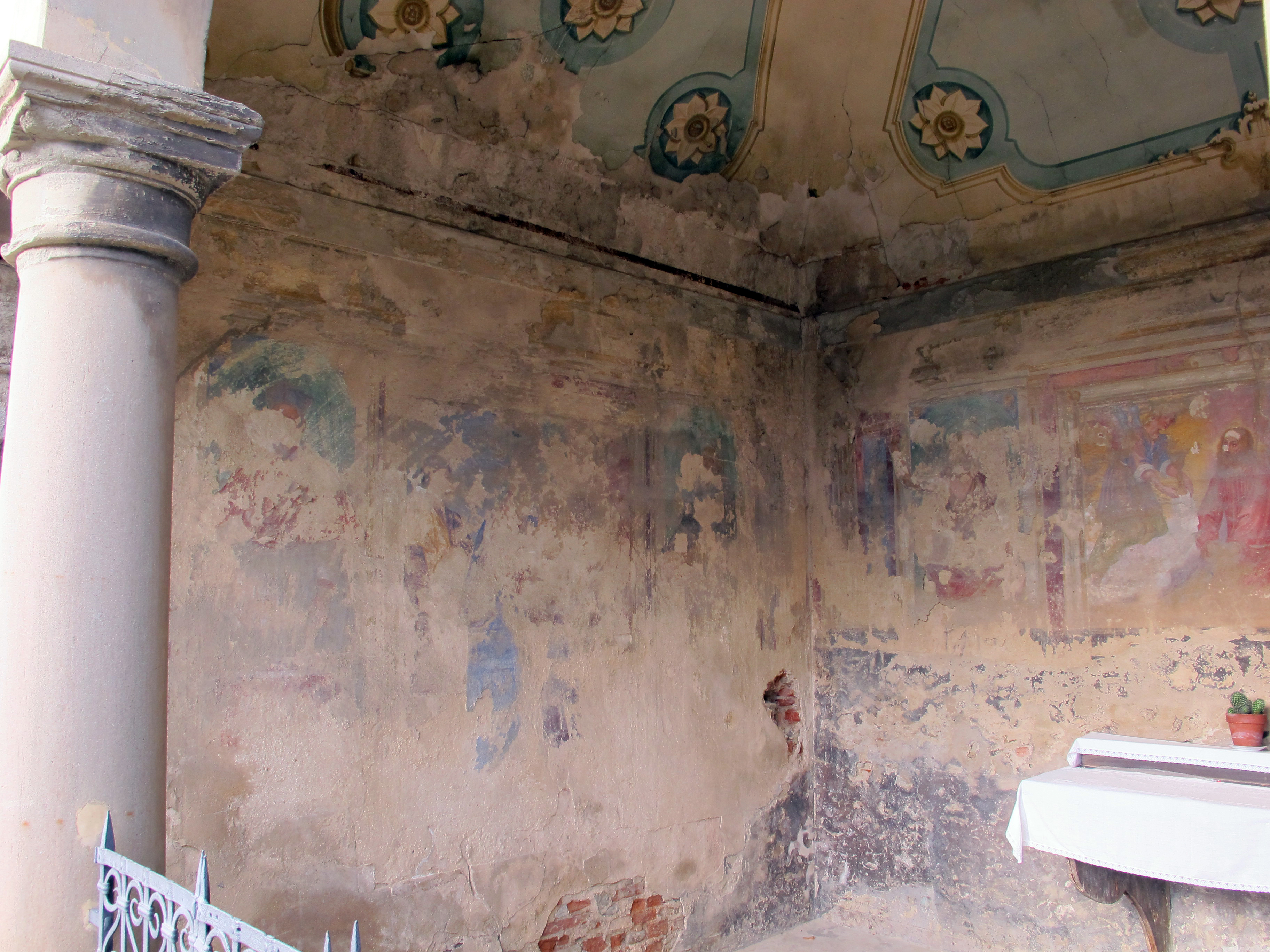
Affreschi
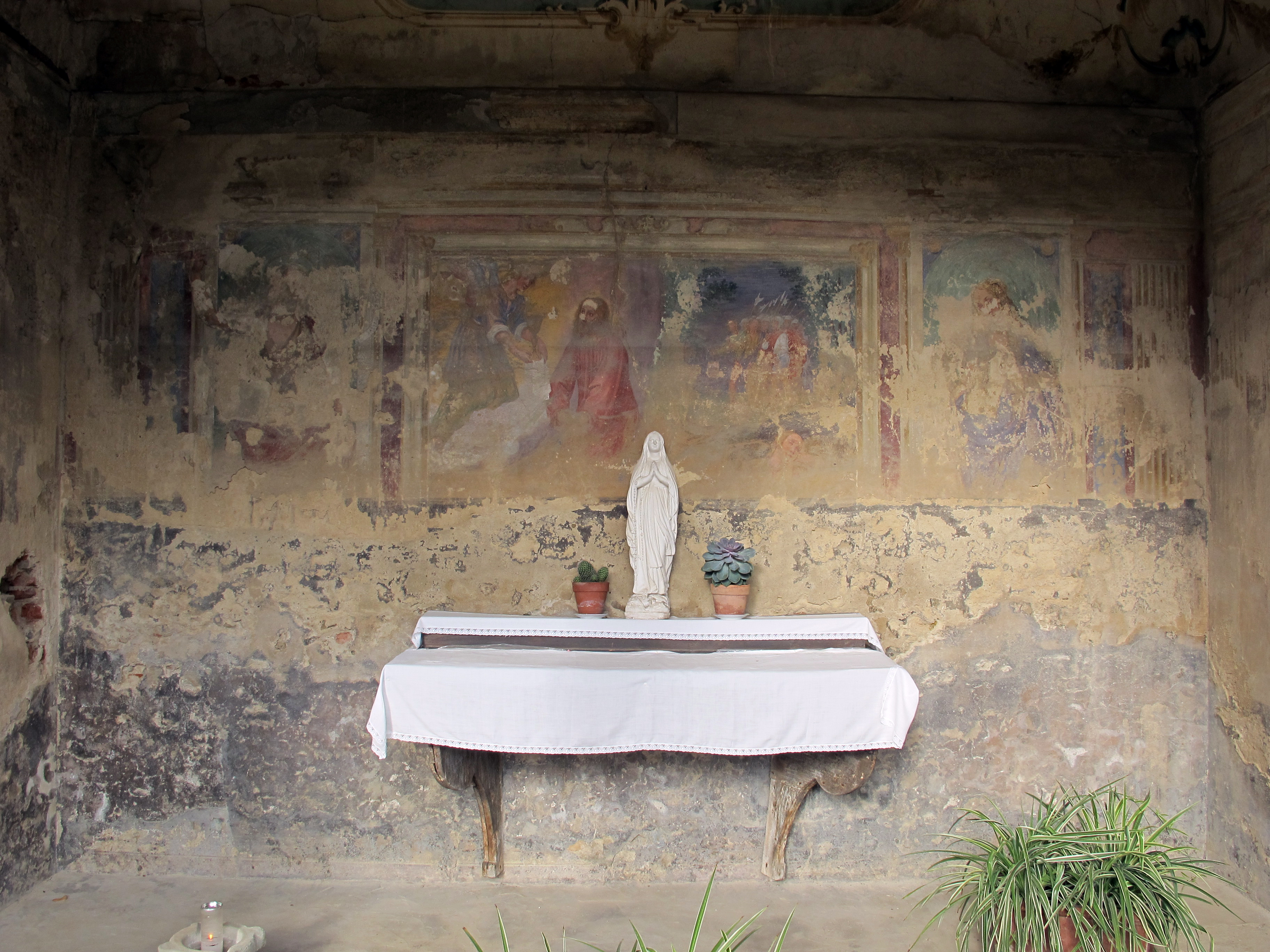
Affreschi